# Mendeleevo (Oblast' di Mosca)
Mendeleevo (in russo Менделеево?) è una cittadina della Russia europea centrale, situata nell'oblast' di Mosca. Apparteneva al Solnečnogorskij rajon.
Sorge nella parte centrale dell'oblast', nell'alto corso del fiume Kljaz'ma, pochi chilometri a nordovest della capitale Mosca.